# Révolution transylvaine de 1784
Pour les articles homonymes, voir Révolution roumaine.
La révolution transylvaine de 1784 est une manifestation de la renaissance culturelle roumaine, accompagnée de revendications sociales et débouchant sur des combats. Elle mobilisa la paysannerie serve, des métayers, des mineurs de fond et de la petite bourgeoisie de Transylvanie, alors partie de l'empire d'Autriche, contre l'absolutisme des Habsbourg représentés par Joseph II et les privilèges de la noblesse hongroise. Une répression suivit, mais aussi des réformes, et un texte : le Supplex libellus valachorum, rédigé par les lettrés roumains transylvains en 1791-1792. Commencée dans la région de Zărand, le 2 novembre 1784, la révolution soulève rapidement la majorité des paysans motses des Carpates occidentales roumaines. Les principales doléances des insurgés portaient sur l'abolition du servage et sur le manque d'égalité de droits politiques entre les transylvains, les Roumains étant défavorisés par rapport aux autres groupes ethno-linguistiques (Saxons, Magyars et Sicules).
Les chefs de la révolution sur le terrain étaient Horea (Vasile Ursu Nicola, né en 1731), Cloșca (Ion Oargă, né en 1747) et Crișan (Marcu Giurgiu, né en 1733).

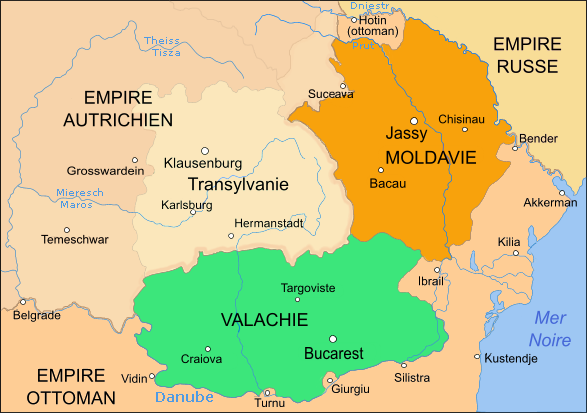
Les pays à majorité roumanophone en 1784. La Transylvanie, alors autrichienne, est en ocre pâle.

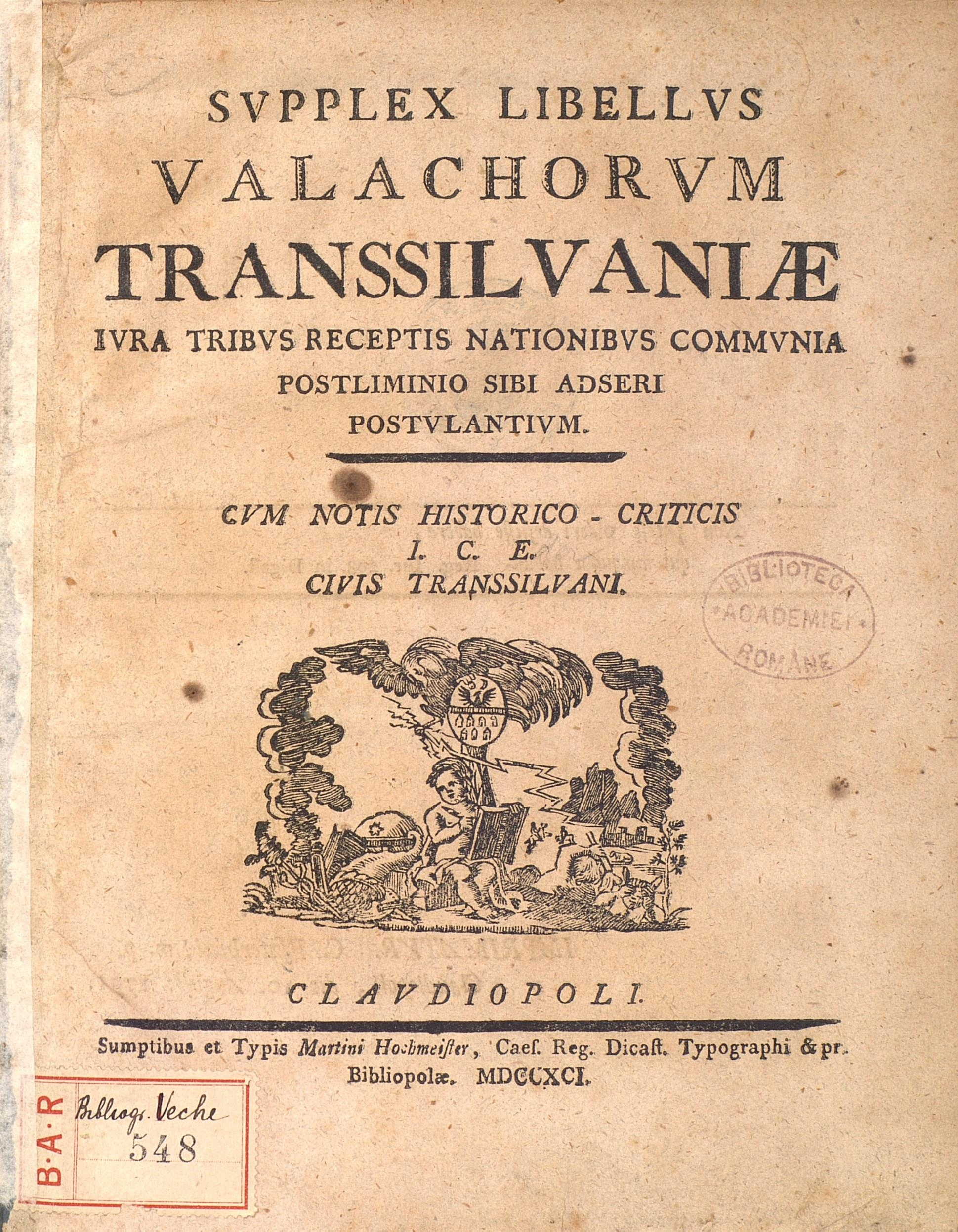
Première édition du Supplex libellus valachorum publiée à Cluj en 1791.

La révolution prit fin le 28 février 1785 à Dealul Furcilor (la colline des fourches), à Alba Iulia et les chefs furent ultérieurement capturés. Horea et Cloșca furent suppliciés sur la roue, Crișan se pendit la nuit précédant l'exécution.

## Contexte
En 1783, la bourgeoisie européenne est pénétrée depuis quelques décennies par l'esprit des Lumières. La victoire des insurgents américains et les aventures de La Fayette ont un grand écho. À ce moment, la Transylvanie est une principauté de la monarchie des Habsbourg depuis presque deux cents ans. Elle n'est plus gouvernée par des voïvodes autochtones, mais par des gouverneurs nommés par Vienne – celui du moment est Samuel von Brukenthal qui y font régner un régime militaire.
La noblesse hongroise, et la haute bourgeoisie, majoritairement allemande, y détiennent tous les pouvoirs civils, juridiques, militaires et économiques, ainsi que la quasi-totalité des terres et des biens immobiliers. La société transylvaine était alors divisée en deux catégories :
- les quatre « Ordres libres » (15 % de la population) comptaient la noblesse hongroise (5 % de la population), les prélats (Ier Ordre), les Magnats (IIe), les gentilshommes (IIIe) ainsi que la bourgeoisie des villes libres et royales (civitates liberae atque regiae : IVe Ordre, 10 % de la population) ;
- le cinquième ordre, celui des oláhok és tótok (principalement Valaques, Ruthènes ou Serbes soit 85 % de la population) comprenait les paysans et les artisans asservis, ni catholiques ni protestants (il existait en Transylvanie un édit de tolérance depuis 1565 entre catholiques et réformés) : leur christianisme orthodoxe n'était pas receptus (reconnu) mais seulement toleratus ; les oláhok és tótok et leurs popes n'étaient admis dans les villes que pour les marchés, et devaient habiter hors des remparts, dans les faubourgs et les posadas[5]. Il n'y a presque plus en Transylvanie de noblesse roumaine, ni d'Universitas valachorum (communauté des Valaques) reconnues, le droit valaque disparaît et ne protège plus la paysannerie roumanophone qui doit la dîme sur toutes ses productions, d'écrasants impôts sur le sel, et la corvée au moins la moitié des six jours ouvrables par semaine (quatre jours pour le travail manuel, trois pour le travail avec des bêtes de somme). Les métayers en doivent deux. En outre, tous sont astreints à des réquisitions au profit des fonctionnaires impériaux en mission ou des unités militaires de passage. Les privilégiés prélèvent des pourcentages sur l'extraction des minerais et leur transport, au détriment des corporations des mineurs, et se sont également arrogé le monopole de la pêche, de la chasse et des moulins, et faisaient payer le pâturage et le transport du bois, alors qu'avant le régime autrichien, ces activités étaient réglementées par le droit valaque[6].

Sur le plan religieux, la principauté de Transylvanie n'avait longtemps reconnu que les églises catholique et réformées, jusqu'à ce que l'impératrice Marie-Thérèse émette un décret de tolérance en faveur des orthodoxes, majoritaires dans l'Est de son empire. Toutefois, la tolérance religieuse n'atténue en rien les clivages sociaux et économiques.

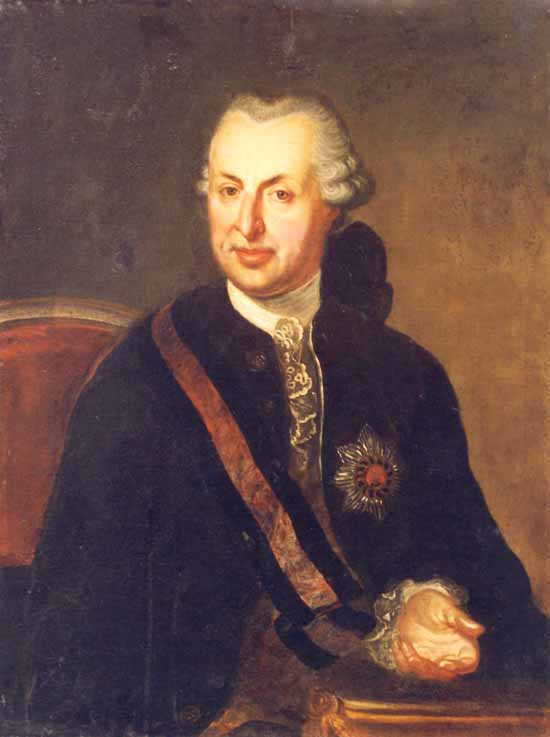
Le gouverneur Samuel von Brukenthal.

Le fils de Marie-Thérèse (et frère de Marie-Antoinette, reine de France), Joseph II, s'est rendu en Transylvanie alors qu'il était prince héritier, en 1773. Il reçut alors près de 19 000 cahiers de doléances, et encore autant lors de son second voyage, en 1783. Un métayer revenu du service militaire, Vasile Ursu Nicola, surnommé « Horea » (né en 1731), le paysan Marcu Giurgiu surnommé « Crișan » (né en 1733) et un mineur orpailleur, Ion Oargă surnommé « Cloșca » (né en 1747) ont été les leaders et les porte-paroles du mouvement d'émancipation qui a inspiré le Supplex libellus valachorum qui réclame le rétablissement du droit valaque et l'égalité entre tous les habitants, selon des principes analogues à ceux des insurgents américains de 1783 et des révolutionnaires français de 1789. En Roumanie, on appelle la révolution transylvaine « révolte de Horea, Cloșca et Crișan ». Entre 1773 et 1783, ils se sont rendus quatre fois à Vienne pour présenter à Joseph II, réputé « monarque éclairé » par l'esprit des Lumières, les cahiers de doléances des Roumains transylvains (le dernier voyage datant d'avril 1784). Sans résultats, car Joseph II ne tenait pas à s'aliéner la noblesse hongroise et la bourgeoisie allemande.
Toutefois, pour canaliser le mécontentement, l'été 1784, Joseph II décrète une conscription militaire, au profit des régiments de garde-frontières qui exemptaient les conscrits de toute corvée et les rendait propriétaires de leurs maisons et lopins de terre à la fin du service (les aristocrates propriétaires étant dédommagés par l'État sur le budget militaire). La mesure provoque un afflux extraordinaire de ruraux désireux de s'engager, et le gouverneur Samuel von Brukenthal, cédant aux instances des aristocrates qui voyaient se vider leurs domaines, bloque l'application du décret.

## Déroulement
En octobre 1784, 500 à 600 paysans serfs du « pays des Motses », prennent, sur la proposition de « Crișan » et de « Horea », le parti de marcher sur Alba Iulia pour s'engager dans les troupes impériales. Ils sont porteurs d'une proclamation de fidélité à l'empereur. Ils contournent les villes, évitent les grands chemins pour ne pas se heurter aux hussards des aristocrates magyars, et campent pour la nuit dans de petits villages tels Curechiu (județ de Hunedoara).

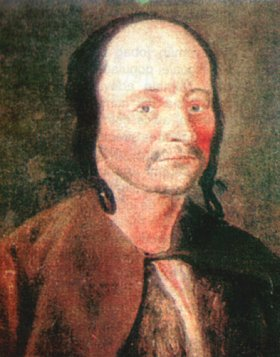
Vasile Ursu Nicola dit Horea

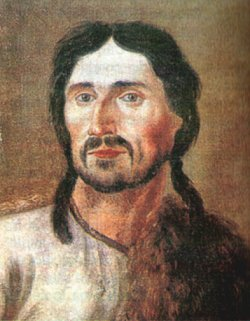
Ion Oargă dit Cloșca

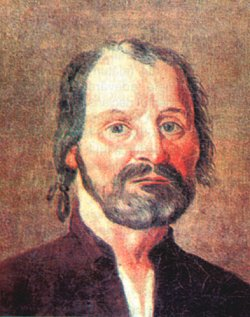
Marcu Giurgiu dit Crișan

À Curechiu, ils subissent une attaque nocturne des hussards, mais l'expérience militaire de « Horea » et la configuration du terrain permet de la repousser, et de s'emparer de quelques armes. Les candidats à l'engagement décident alors de rebrousser chemin, mais les hussards leur tendent plusieurs embuscades, et des escarmouches s'ensuivent. La troupe de candidats à l'engagement grossit, et de chasseurs, les hussards deviennent chassés. Les hussards se réfugient le 3 novembre 1784 au château de Kristyory (Crișcior en roumain), poursuivis par les candidats à l'engagement qui, instruits militairement par « Horea », prennent le château et s'emparent dans la foulée de plusieurs autres châteaux, ralliant à eux les villages des environs.
À partir du 4 novembre, c'est déjà une révolution : les insurgés, organisés en régiments, ne songent plus à s'engager, mais à s'émanciper par eux-mêmes, et ils prennent et brûlent les châteaux par dizaines, chassant devant eux les aristocrates, leurs hussards et leurs maisonnées, du centre de la Transylvanie jusqu'à la frontière avec la Valachie. Ils encerclent la ville de Deva, où s'étaient regroupés les nobles, leurs familles et leurs hussards. Une nouvelle proclamation des insurgés déclare la République du peuple de Transylvanie, l'abolition du servage et des privilèges, l'égalité de tous les Transylvains devant la loi et l'impôt, le retour aux franchises paroissiales, et exige la libération des insurgés prisonniers. Elle promet la vie sauve et le respect des propriétés de quiconque hissera pavillon blanc, et la mort et la confiscation des biens aux autres.
La révolution embrase non seulement la Transylvanie (où elle rallie à elle la majorité des paysans et artisans de toute religion et langue : orthodoxes, catholiques, protestants ; roumains, magyars, allemands), mais aussi les régions voisines de la Crișana et de la Marmatie. Aristocrates et hussards hissent les drapeaux blancs, se rendent, demandent l'armistice, et Joseph II voit les provinces orientales de son Empire échapper à son autorité. Il y dépêche l'armée impériale, mais les insurgés, qui se sont emparés des arsenaux des hussards et des régiments de gardes-frontières ralliés à leur cause, remportent des victoires les 27 et 29 novembre 1784 à Lupșa et à Râmeț, dans le centre de la Transylvanie.
Toutefois, le 7 décembre, les révolutionnaires sont défaits à Mihăileni (Județ de Hunedoara), et « Horea » ordonne la dispersion en vue d'une guérilla hivernale, demandant aux insurgés de garder armes et munitions, et de former des maquis dans la montagne, lui-même se proposant de négocier une trêve, une amnistie et un compromis politique sur la base du Supplex libellus valachorum. Mais les aristocrates regroupent leurs forces, réinvestissent leurs domaines et mettent la tête de « Horea », « Cloșca » et « Crișan » à prix pour 300 thalers chacun. Les cols vers la Moldavie et la Valachie sont rigoureusement surveillés. Le gouvernement de Vienne intervient jusqu'à Constantinople, pour que l'Empire ottoman n'accorde pas asile aux révolutionnaires. La mise à prix fonctionne : « Horea » et « Cloșca » sont signalés et pris le 27 décembre 1784, « Crișan » le 30 janvier 1785. Ils sont emprisonnés à Alba Iulia, où l'on dresse leurs portraits, les seuls que l'on ait d'eux.
Une commission d'enquête, présidée par le baron Anton Janković, et dont les documents servent de base aux historiens modernes, rassemble témoignages, plaintes et récits, et prononce par trois fois la plus lourde des peines du Codex Theresianum en vigueur dans l'empire d'Autriche : la peine de mort par estrapade sur la roue. « Crișan » s'étant pendu avec ses lacets en prison, Horea et Cloșca subiront le supplice le 28 février 1785 à Alba Iulia. Une foule de 2 500 à 3 000 serfs d'environ 400 paroisses du centre de la Transylvanie, trois jeunes et trois vieux par paroisse, encadrés par un escadron de cavalerie de Toscane et par 300 hussards, est obligée d'assister au supplice. La foule, audible de loin, crie et se lamente, comme le rapporte le Mercure de France de mars 1785. Les corps suppliciés sont coupés en morceaux, lesquels sont exposés sur des pieux aux sorties de la ville.

## Suites de la révolution transylvaine

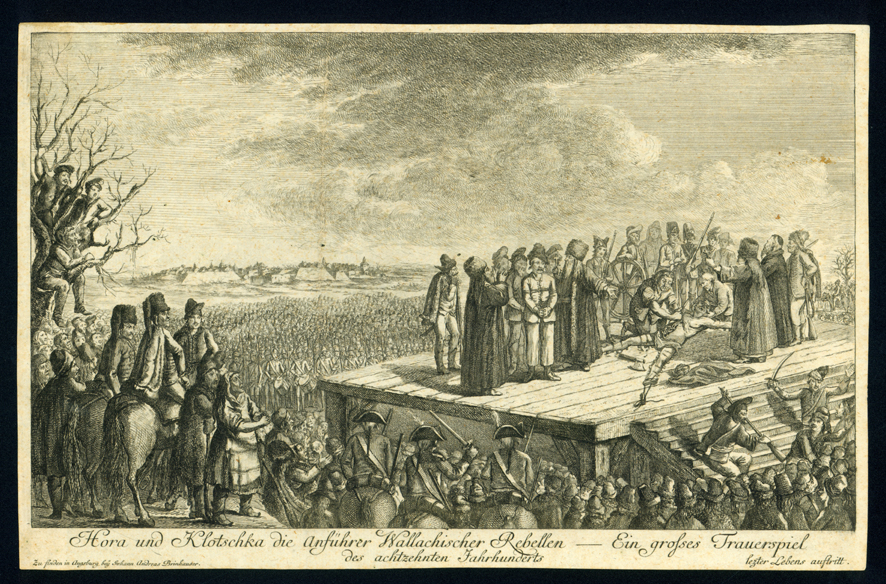
L'exécution.

Ce traitement médiéval, en pleine époque des Lumières, révulse les opinions, mais reflète la peur des privilégiés face à un mouvement aussi soudain qu'inattendu, et aussi radical qu'unanime. Joseph II se rend compte que, pour consolider son autorité et rétablir l'ordre social, il lui faut donner des gages, à la fois aux privilégiés et aux opprimés.
Il émet alors plusieurs décrets. Le premier, répressif, décide la déportation vers le Banat et la Bucovine de toutes les familles « valaques » ou autres, dont on est sûrs que leurs membres ont commis des déprédations, avec leurs outils et leurs bêtes. C'était une manière de séparer ces « mauvais serfs » de leurs « mauvais maîtres », les premiers se trouvant de facto libérés du servage dans leurs paroisses d'accueil (il n'y avait pas de servage au Banat et en Bucovine), et les seconds se trouvant débarrassés de rebelles à craindre, donc pas en position de contester le bien-fondé des décrets de Joseph II, bien qu'ils fussent ainsi privés de main d'œuvre et pénalisés d'en avoir abusé. Ces décrets limitent les abus les plus criants en rétablissant la liberté et la gratuité du pâturage, la gratuité du droit de passage et de transport sur les routes transylvaines, et en abolissant le droit de cuissage et surtout le servage (août 1785). En outre, les serfs libérés se voient ouvrir le droit d'inscription dans les écoles impériales (auparavant, ils ne pouvaient apprendre qu'auprès de leurs popes, pour la plupart, tout juste lettrés, et seulement en slavon cyrillique).
La « révolution transylvaine de 1784 » a eu un large écho en Europe et jusqu'aux États-Unis, des journaux tels le Mercure de France en ont rendu des comptes détaillés et publié les différentes proclamations. Joseph II lui-même n'est pas le dernier à rendre publics les évènements, pour asseoir son image de « despote éclairé » capable de réagir à une révolution par des réformes.